# Lethariella smithii
Lethariella smithii är en lavart som först beskrevs av Du Rietz, och fick sitt nu gällande namn av Obermayer. Lethariella smithii ingår i släktet Lethariella och familjen Parmeliaceae.   Inga underarter finns listade i Catalogue of Life.